# Erigonella subelevata
Erigonella subelevata är en spindelart som först beskrevs av Ludwig Carl Christian Koch 1869.  Erigonella subelevata ingår i släktet Erigonella och familjen täckvävarspindlar. Utöver nominatformen finns också underarten E. s. pyrenaea.